# Yassin Belkhdim
Yassin Belkhdim (* 14. Februar 2002 in Meulan-en-Yvelines) ist ein marokkanisch-französischer Fußballspieler, der aktuell beim SCO Angers in der Ligue 1 spielt.

## Karriere

### Verein
Belkhdim begann seine fußballerische Ausbildung beim Juziers FC. Bis zum Sommer 2020 spielte er anschließend beim FC Mantois zunächst in der Jugend. In der Spielzeit 2019/20 kam er jedoch auch schon zu elf Einsätzen und einem Tor in der National 2. Anschließend wechselte er, nachdem er mit Mantois abstieg, zum SCO Angers in die Reservemannschaft. Hier spielte er in seiner ersten Saison noch zweimal für die A-Junioren und achtmal in der National 2, wobei er einmal traf. 2021/22 war er Stammspieler in der Reservemannschaft, stand aber auch schon einige Mal im Spieltagskader der Profis in der Ligue 1. Im November 2022 unterzeichnete er schließlich seinen ersten Profivertrag bei dem Verein. In der Saison 2022/23 spielte er jedoch immer noch kein Spiel für die Profimannschaft, die aus der Ligue 1 abstieg. Am 16. März 2024 (29. Spieltag) wurde er bei einer 1:3-Niederlage gegen den SC Amiens eingewechselt und debütierte somit in der Ligue 2. Bis zum Ende der Spielzeit 2023/24 kam Belkhdim auf drei Pokalspiele und sieben Zweitligapartien, in denen er ein Treffer vorlegte. Mit den Angevines wurde er Vizemeister der Ligue 2 und stieg in die Ligue 1 auf. Im Juli 2024 verlängerte er seinen Vertrag bei den Schwarz-Weißen bis 2027.

### Nationalmannschaft
Im November 2021 wurde Belkhdim in den Kader der marokkanischen U23-Nationalmannschaft berufen.

## Erfolge
SCO Angers
- Vizemeister der Ligue 2: 2024  ▲